# I Loved You Wednesday
I Loved You Wednesday is een Amerikaanse filmkomedie uit 1933 onder regie van Henry King en William Cameron Menzies. De film werd destijds in Nederland uitgebracht onder de titel Eerste liefde.

## Verhaal
Vicki Meredith is een Amerikaanse ballerina in Parijs. Ze staat op het punt om met haar nieuwe vriend Randall Williams een reisje te maken naar Bretagne, wanneer hij een telegram krijgt dat zijn vrouw is gearriveerd in de stad. Om hem te vergeten gaat ze op reis naar Zuid-Amerika. Ze wordt er verliefd op de ingenieur Philip Fletcher.

## Rolverdeling
| Acteur           | Personage        |
| ---------------- | ---------------- |
| Warner Baxter    | Philip Fletcher  |
| Elissa Landi     | Vicki Meredith   |
| Victor Jory      | Randall Williams |
| Miriam Jordan    | Cynthia Williams |
| Laura Hope Crews | Mary Hanson      |
| June Lang        | Ballerina        |